# Karen Disher
Karen Beth Disher es una directora de cine y artista de guiones gráficos estadounidense en películas, televisión, dibujos animados y videojuegos. Fue artista en Blue Sky Studios, un estudio interno de 20th Century Animation (antes 20th Century Fox Animation).

## Vida y carrera
Disher estudió animación 2D tradicional en la Escuela de Artes Tisch de la Universidad de Nueva York. Después de graduarse, se unió a MTV Animation como maquetadora en Beavis and Butt-head. Luego diseñó los personajes principales y fue directora supervisora de la exitosa serie Daria. Mientras tanto, dirigió dos largometrajes de televisión de la serie, Is It Fall Yet? en 2000 y el seguimiento Is It College Yet? en 2002. Luego se unió a Blue Sky Studios, donde trabajó como artista de historias en muchas películas animadas, incluidas Robots, Ice Age: The Meltdown, Horton Hears a Who!, Ice Age: Dawn of the Dinosaurs, The Peanuts Movie y Ferdinand. También fue la directora de la historia de Río y dirigió un cortometraje de animación Surviving Sid y un especial de televisión Ice Age: A Mammoth Christmas, ambos parte de la franquicia Ice Age. Además de realizar guiones gráficos y dirigir, prestó su voz a algunos personajes secundarios en las películas en las que trabajó, sobre todo a Scratte en Ice Age: Dawn of the Dinosaurs.
En 2018, Disher fue elegido para codirigir el primer largometraje musical de Blue Sky, "Foster", basado en una historia original escrita por Disher, el codirector Steve Martino y Tim Federle, con canciones escritas por Benj Pasek y Justin Paul. Este proyecto fue cancelado por el cierre de Blue Sky en 2021.
Disher se unió a Spire Animation Studios en 2021 como director creativo de desarrollo y es miembro fundador del grupo de expertos del estudio, el "Creative Cadre".

## Vida personal
En 2001, Disher se casó con Robert Todd Partington, entonces supervisor de tecnologías de animación y gráficos por computadora para MTV Networks.

## Filmografía

### Cine
| Año  | Título                          | Rol         | Notas                                                                |
| ---- | ------------------------------- | ----------- | -------------------------------------------------------------------- |
| 1996 | Beavis and Butt-head Do America |             | artista de pose clave                                                |
| 1999 | Life                            |             | presentadora, animadora                                              |
| 2000 | Is It Fall Yet?                 |             | directora/desarrollo de personajes originales/directora supervisora  |
| 2002 | Is It College Yet?              |             | directora/desarrollo de personajes originales/directora de animación |
| 2005 | Robots                          |             | artista del guion gráfico                                            |
| 2006 | Ice Age: The Meltdown           |             | artista del guion gráfico                                            |
| 2008 | Horton Hears a Who!             | Who Kid     | artista del guion gráfico                                            |
| 2008 | Surviving Sid (cortometraje)    | S'more      | directora                                                            |
| 2009 | Ice Age: Dawn of the Dinosaurs  | Scratte     | artista del guion gráfico                                            |
| 2011 | Rio                             | Mother Bird | jefe de historia                                                     |
| 2012 | Ice Age: Continental Drift      | Scratte     | artista del guion gráfico                                            |
| 2013 | Epic                            |             | artista del guion gráfico                                            |
| 2014 | Rio 2                           |             | artista del guion gráfico                                            |
| 2015 | The Peanuts Movie               |             | artista del guion gráfico                                            |
| 2016 | Ice Age: Collision Course       |             | artista del guion gráfico                                            |
| 2017 | Ferdinand                       |             | artista del guion gráfico                                            |
| 2019 | Spies in Disguise               |             | artista de historia adicional, equipo creativo senior de Blue Sky    |

### Televisión
| Año       | Título                       | Rol     | Notas                                                     |
| --------- | ---------------------------- | ------- | --------------------------------------------------------- |
| 1994-1997 | Beavis and Butt-head         |         | maquillador                                               |
| 1997–2002 | Daria                        | Sally   | directora supervisora/diseñadora de personajes originales |
| 2011      | Ice Age: A Mammoth Christmas | Molehog | directora                                                 |

### Videojuegos
| Año  | Título          | Notas               |
| ---- | --------------- | ------------------- |
| 2000 | Daria's Inferno | consultora creativa |